# Пуштунський одяг

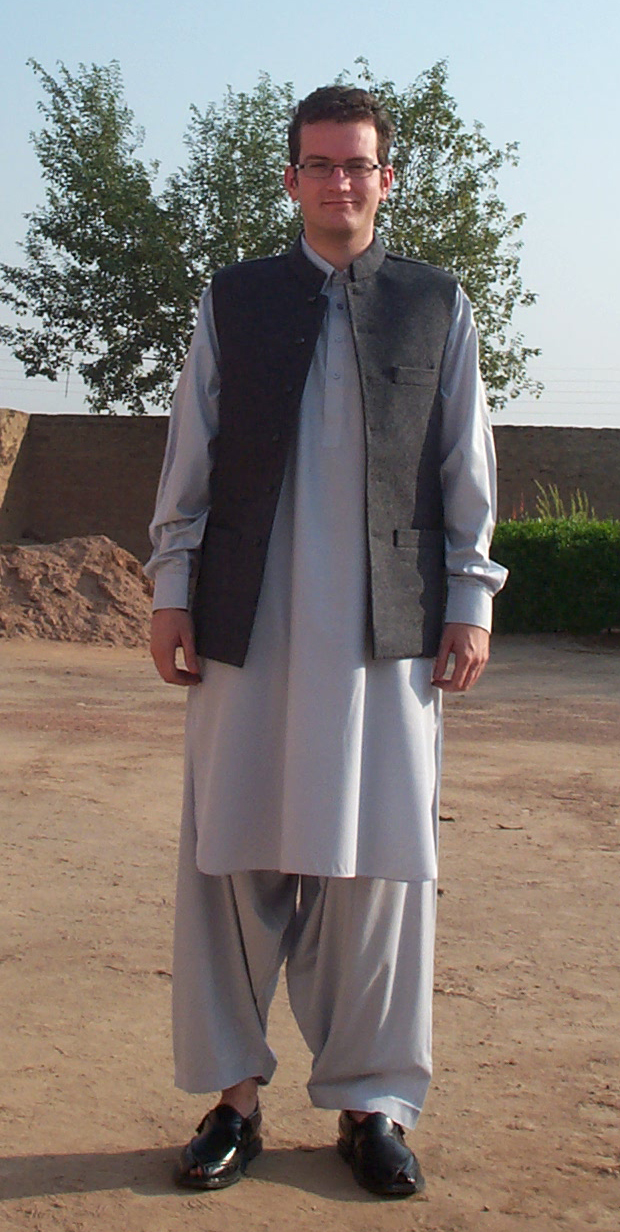
Типовий чоловічий одяг пуштунів Афганістану та Пакистану

Пуштунський одяг — національний одяг пуштунів, що населяють Афганістан та сусідні райони Пакистану.
Оскільки основну масу населення Афганістану та Пакистану складають кочівники, пуштунський одяг, як правило, виготовлений з легких тканин і для зручності пересування є здебільшого просторим.

## Чоловічий одяг
Вбрання пуштунів включає шаровари, жіночий та чоловічий варіанти яких відрізняються. Традиційними головними уборами чоловіків є куфія, кандагарські шапки, тюрбан та пакуль. Вище афганське керівництво іноді носить каракулеві капелюхи (наприклад, президент Хамід Карзай чи колишні афганські монархи). Непуштунське населення Афганістану, Пакистану, Індії, Ірану та інших сусідніх країн з огляду на комфорність або з інших причин часто також вдягається подібним чином.

## Жіночий одяг
Пуштунські жінки зазвичай носять штани однотонного кольору, довгу сорочку з дрібним повторюваним орнаментом та поясом, а також хіджаб з бавовняних тканин. Часто його замінює довга паранджа.
У більш вдосконалені жіночі сукні вплітають золоту нитку, бісер, доповнюють різнокольоровим шиттям на шовку. Їх вдягають, як правило, в особливих випадках та на весілля.